# Zeichnungen des Patienten O. T.
Zeichnungen des Patienten O. T. ist das zweite Musikalbum der deutschen Musikgruppe Einstürzende Neubauten. Es wurde 1983 veröffentlicht. Aufgenommen wurde das Album von Januar bis August 1983 in London, Berlin und Hamburg.

## Hintergrundinformationen
Musikalisch knüpft „Zeichnungen des Patienten O.T.“ an das Debütalbum der Einstürzenden Neubauten „Kollaps“ an, wobei auch neue Varianten der Sounderzeugung ausgelotet wurden. So besteht das neun Sekunden lange Stück „Finger und Zähne“ aus Zähneknirschen und Fingerknacken.
Die Initialen O.T. beziehen sich auf Oswald Tschirtner. Tschirtner litt an einer psychischen Erkrankung und malte während seiner Krankenhausaufenthalte. Diese Form der Malerei hat sich mittlerweile zu einer eigenständigen Kunstform namens Art brut entwickelt.
2002 wurde das Album auf CD im Digipak-Format bei dem Musiklabel Potomak wiederveröffentlicht. Das ursprüngliche Design der Platte wurde übernommen. Neben den regulären Stücken befindet sich auch musikalisches Bonusmaterial auf der Wiederveröffentlichung.

## Titelliste
1. Vanadium-I-Ching – 4:54
2. Hospitalistische Kinder / Engel der Vernichtung – 5:08
3. Abfackeln! – 3:30
4. Neun Arme – 2:33
5. Herde – 1:27
6. Merle (Die Elektrik) – 2:22
7. Zeichnungen des Patienten O.T. – 3:22
8. Finger und Zähne – 0:09
9. Falschgeld – 2:42
10. Styropor – 2:23
11. Armenia – 5:11
12. Die genaue Zeit – 6:31

### Bonustitel
1. DNS Wasserturm – 6:27
2. Wardrobe – 2:40
3. Blutvergiftung – 1:50